# Standortfaktor
Standortfaktoren sind in der Marktstrategie und im Marketing wesentliche Kriterien, die bei der Entscheidung über einen Unternehmensstandort oder über die Eröffnung von Filialen oder Niederlassungen von Bedeutung sind.

## Allgemeines
Standortfaktoren sind maßgeblich für die Attraktivität von (potenziellen oder bereits tatsächlich genutzten) Unternehmensstandorten verantwortlich und beeinflussen diese damit bei ihrer Standortwahl. Wenn sich die Standortfaktoren geändert haben, muss auch eine Entscheidung darüber getroffen werden, einen Standort zu verlassen. Die räumlichen Unterschiede in der Ausprägung von Standortfaktoren führen zu einer räumlichen Differenzierung von Standortqualitäten, insbesondere zu einer räumlichen Differenzierung von Kosten und/oder Erlösen einer wirtschaftlichen Tätigkeit. Dabei gibt es deutliche Unterschiede in der Bewertung der Bedeutung der einzelnen Standortfaktoren durch die Unternehmen (branchen- und größenspezifische Unterschiede).

## Arten

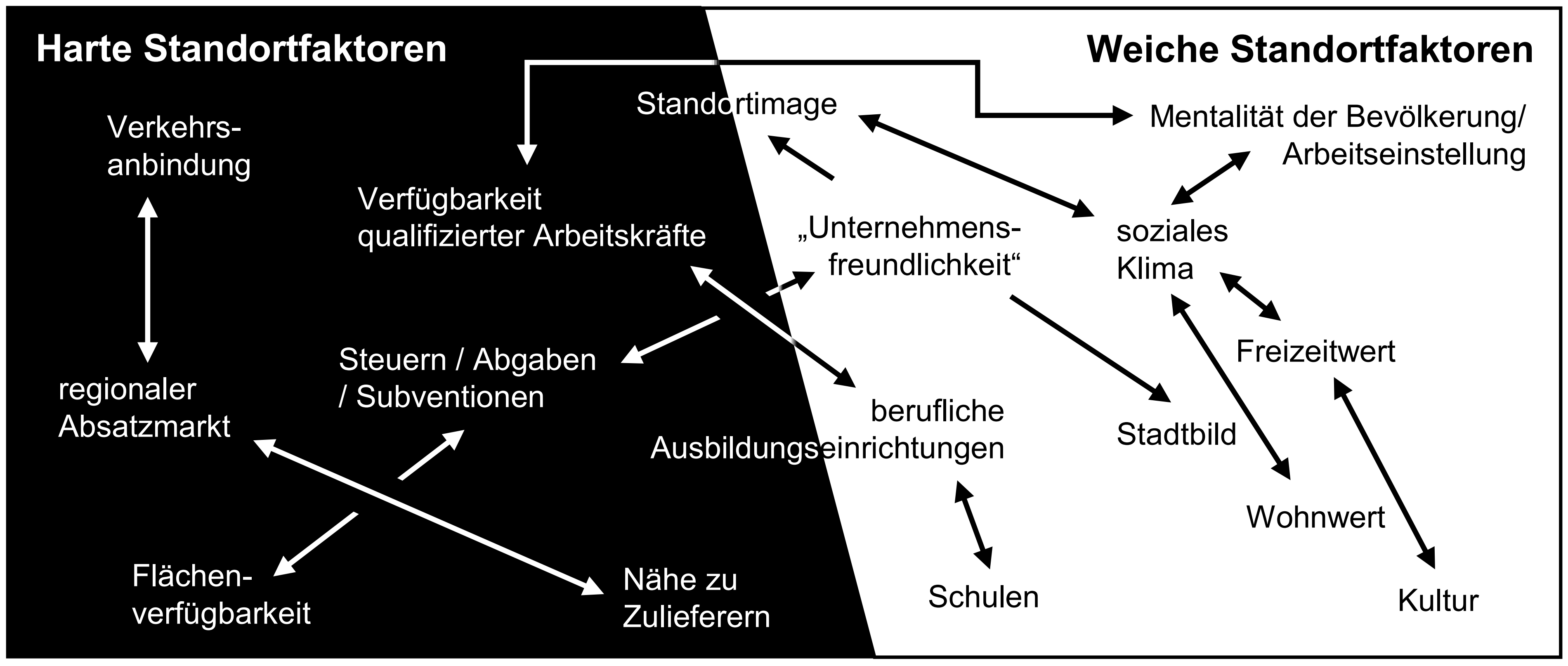
Exemplarische Darstellung harter und weicher Standortfaktoren

Es wird zwischen harten und weichen Standortfaktoren unterschieden:
- Harte Standortfaktoren (z. B. Steuern, Abgaben, Subventionen, Absatzmarkt, Infrastruktur, Arbeitskräftepotential, Ressourcenverfügbarkeit oder Verkehrsanbindung) sind quantifizierbar und können direkt in die Markt- und Standortanalyse für ein Unternehmen einbezogen werden. Sie können zur Ermittlung der wirtschaftlichen Tragfähigkeit von Standorten genutzt werden, da sie engere betriebswirtschaftliche Kosten- und Umsatzrelationen beinhalten. Die harten Standortfaktoren sind in manchen Fällen auch eine unabdingbare Voraussetzung zur Errichtung eines Unternehmens (zum Beispiel die Nähe eines ausreichend großen Gewässers als Kühlmittellieferant für ein Kraftwerk).
- Weiche Standortfaktoren (z. B. Kulturangebot, Einkaufsmöglichkeiten, Mietpreise, Lage, Freizeitmöglichkeiten und Bildungsangebot, die für die Anwerbung hoch qualifizierter Mitarbeiter entscheidend sein können) können nicht in die Kostenrechnung eines Unternehmens integriert werden, treten aber immer mehr bei der Standortwahl in Erscheinung.

Im zunehmenden europäischen Wettbewerb der Regionen sehen sich Kommunen eines Lebens- oder Wirtschaftsraumes (z. B. Rhein-Main-Gebiet) vor die Herausforderung gestellt, die eigenen attraktiven Standortfaktoren durch regionsweit abgestimmte Maßnahmen der Wirtschaftsförderung zu bewerben. Da die harten Standortfaktoren in der Regel nicht oder nur in begrenztem Maße ihrer Beeinflussung unterliegen, konzentriert sich die Wirtschaftsförderung in zunehmendem Maße auf die weichen Standortfaktoren.
In der Ökologie (insbesondere der Vegetationsökologie) gibt es ebenfalls diesen Begriff, der allerdings als ökologischer Standortsfaktor bezeichnet wird.

### Harte Standortfaktoren
- Infrastruktur (Verkehrsinfrastruktur)
  - Verkehrsanbindung
  - Transportkosten, Verkehrsarten, Umladung (gebrochener Verkehr);
  - Energiekosten (z. B. Strompreis, Ölpreis, Gaspreis);
  - Kommunikationsnetz (Breitbandnetz, Ausfallsicherheit);
  - Energieversorgung (Leistungsfähigkeit des Stromnetzes, Verfügbarkeit Fernwärme, rechtliche und praktische Möglichkeit zur Selbstversorgung);
  - Abfallbeseitigung;
- staatliche Förderung (Subventionen);
- Höhe der Steuern (insbesondere Gewerbesteuerhebesatz) und Abgaben;
- Nähe, Größe und Zugang zu Faktormärkten;
  - Verfügbarkeit von Rohstoffen (Gewichtsverlust-/Reinmaterialien);
  - Verfügbarkeit von geeigneten, erschlossenen Flächen, Erweiterungsmöglichkeiten;
  - Transaktionskosten;
  - Grundstückspreise/Mietniveau;
  - Zugang zum Kapitalmarkt;
  - Arbeitskräfte:
    - Arbeitskosten (Lohnniveau),
    - Ausbildungsniveau,
    - Quantitative Verfügbarkeit,
    - Qualitative Verfügbarkeit;

  - Arbeitslosenquote.
- Einfuhrzölle;
- Kaufkraft;
- Kündigungsschutz;
- Lohnstückkosten;
- gesetzliche und tarifliche Rahmenbedingungen (Arbeitszeiten, Sozialversicherungen, Genehmigungsverfahren);
- Lohnkosten;
- Nähe, Größe und Zugang zum relevanten Absatzmarkt (des Betriebes);
- Markttransparenz;
- Markteintrittsbarrieren;
- Wettbewerbsintensität;
- Nähe zu Lieferanten und Zulieferern;
- Nähe zu Forschungs-, Bildungs- und Entwicklungseinrichtungen;
- Umweltschutzauflagen;
- Klima (sofern es direkt Einfluss auf das Unternehmen hat, zum Beispiel Agrarsektor, Tourismus);
- Anzahl der potenziellen Kunden (Marktpotenzial).

### Weiche Standortfaktoren
- Bürokratie
  - Kooperationsbereitschaft der Behörden,
  - Organisationsgrade.
- Politische Verhältnisse
  - Etablierung von Demokratie und Rechtsstaatlichkeit,
  - Achtung der Menschenrechte,
  - Wohlfahrtsstaat.
- Unternehmensbezogene Faktoren
  - Geschäftsklima am Standort,
  - Bestehen eines innovativen Sozialmilieus, z. B. in Form einer Kreativen Klasse,
  - Image des Standortes und der Region (Standortprestige),
  - Konkurrenz bzw. Fühlungsvorteile (Beziehungsgeflecht, Agglomeration, Agglomerationseffekte),
- Personenbezogene Standortfaktoren
  - Wohnumfeld, Mentalität der ansässigen Bevölkerung,
  - Umweltqualität,
  - Medizinische Versorgung, Fürsorgeeinrichtungen,
  - Bildungsangebot,
  - Erholungs-, Kultur- und Freizeitangebot,
  - Einkaufsmöglichkeiten,
  - Wohnmöglichkeiten,
  - Vergnügungsmöglichkeiten.

## Kundenpotenziale
Ein wesentlicher Standortfaktor sind die durch Kunden repräsentierten Marktpotenziale. Passantenfrequenz, Zielgruppenagglomeration und Wettbewerbsagglomeration zeichnen die einzelnen Standorte aus. McDonald’s verwendet bei der Standortwahl an Bahnhöfen und Flughäfen folgende Standortfaktoren:
- Größe mindestens 250 m²,
- große Anzahl von Reisenden,
- große Anzahl von Abholern und Bringern,
- sehr hohe Passantenfrequenz und
- große Anzahl von Besuchern.

Das Marktpotenzial muss bei laufkundenorientierten Unternehmen ausreichend hoch sein, damit eine angemessene Umschlagshäufigkeit erreicht werden kann. Standorte mit hoher Passantenfrequenz am Tage und hohem innerstädtischen Freizeitwert am Abend und Wochenende sind die als optimal angesehenen Lagen. Fast Food muss ins Auge fallen oder auf dem Weg zu wichtigen Zielpunkten liegen. Filialen schaffen bei Kunden räumliche Präferenzen (Standortvorteil durch kurze Wege von der Wohnung zur Filiale), das gilt insbesondere für Stammkunden. Die zufallsbedingte Laufkundschaft erreichen Filialen dagegen nur durch Standorte, an denen eine hohe Passantenfrequenz herrscht (Einkaufszentren, Fußgängerzonen, Bahnhöfe, Häfen oder Flughäfen).